# 玻璃蛙
玻璃蛙是瞻星蛙科（Centrolenidae）的青蛙。當背景顏色是淡黃綠色時，一些玻璃蛙的腹部皮膚就會變得透明。牠們的內臟，包括心臟、肝臟及消化道都可以從透明的皮膚中看穿，故以玻璃為名。

## 科學分類
瞻星蛙科中第一個被描述的物種是合跗蛙（Centrolene geckoideum）其後幾年陸續描述了幾個其他物種，並將之分類到雨蛙屬中。
瞻星蛙科是由愛德華·哈里森·泰勒於1951年建議的。於1950年代及1970年代之間，大部份的玻璃蛙都是從中美洲發現，尤其是哥斯達黎加及巴拿馬，只有少數的是在南美洲發現。於1973年，約翰·D·林奇（John D. Lynch）及威廉·E·杜爾（William E. Duellman）檢討了厄瓜多爾的玻璃蛙，發現牠們集中在安地斯山脈。後來的學者加入了更多從中美洲、委內瑞拉、哥倫比亞、厄瓜多爾及秘魯的玻璃蛙。
玻璃蛙源自於南美洲並以多倍的速度向中美洲擴散。其特徵的演化非常複雜，包括多重的獲得及失去上膊棘、前肢蹼的退化、及完整的腹部透明化。
玻璃蛙的分類被受爭議。1991年的詳細檢討指瞻星蛙科的分類是基於支序分類學原理，且為一個單系群。那些擁有上膊棘的成年雄性玻璃蛙被建議分類到瞻星蛙屬；小跗蛙屬則包含了擁有球狀肝臟的物種。不過，科蛙屬則一個異相的分類，牠們包含了缺乏上膊棘及球狀肝臟的物種。於2006年，就外趾擁有基本蹼的物種成立了尼姆瞻星蛙屬（Nymphargus Cisneros-Heredia & McDiarmid, 2007）。玻璃蛙的四個屬（瞻星蛙屬、科蛙屬、小跗蛙屬及尼姆瞻星蛙屬）已被證實為多系群或並系群。另外亦有建議一個新的分類。

## 分類
瞻星蛙科是無尾目下的一個分支。以往瞻星蛙科被認為是樹蟾科的近親；不過，最近的支序分類學研究則認為瞻星蛙科是較為接近細趾蟾科。
瞻星蛙科的單系群是受到形態及行為特徵的支持，包括：
1. 第三掌骨內側有漲起的骨突；
2. 遠端指關節呈T形；
3. 牠們會將卵產在靜止或流動的水體外的植物或岩石上。

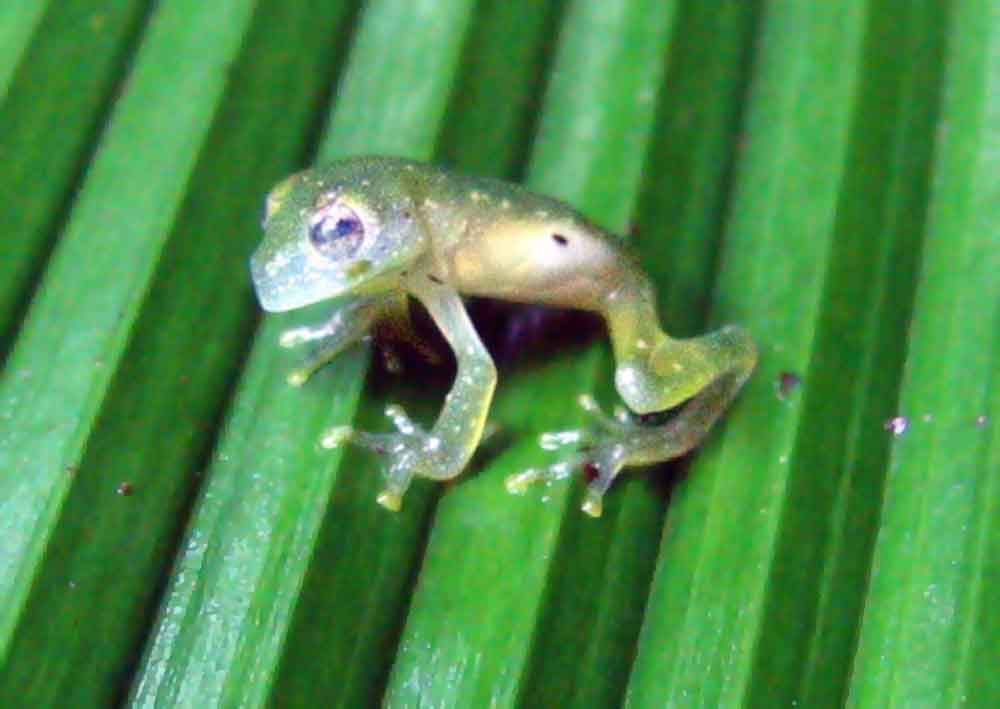
哥斯達黎加的白斑玻璃蛙。

以下是瞻星蛙科的分類：

### 瞻星蛙亞科（Centroleninae）
- 瞻星蛙屬 Centrolene Jiménez de la Espada, 1872
- 滑瞻星蛙属 Chimerella Guayasamin, Castroviejo-Fisher, Trueb, Ayarzagüena, Rada & Vilà, 2009
- 科蛙屬 Cochranella Taylor, 1951
- Espadarana Guayasamin, Castroviejo-Fisher, Trueb, Ayarzagüena, Rada & Vilà, 2009
  - Espadarana andina (Rivero, 1968)
  - Espadarana audax (Lynch & Duellman, 1973)
  - Espadarana callistomma (Guayasamin & Trueb, 2007)
  - Espadarana durrellorum (Cisneros-Heredia, 2007)
  - Espadarana prosoblepon (Boettger, 1892)[5]
- 尼姆瞻星蛙属 Nymphargus Cisneros-Heredia & McDiarmid, 2007
- 若丽瞻星蛙属 Rulyrana Guayasamin, Castroviejo-Fisher, Trueb, Ayarzagüena, Rada & Vilà, 2009
- Sachatamia Guayasamin, Castroviejo-Fisher, Trueb, Ayarzagüena, Rada & Vilà, 2009
- Teratohyla Taylor, 1951
- Vitreorana Guayasamin, Castroviejo-Fisher, Trueb, Ayarzagüena, Rada & Vilà, 2009

### 玻璃蛙亚科（Hyalinobatrachinae）
- Celsiella Guayasamin, Castroviejo-Fisher, Trueb, Ayarzagüena, Rada & Vilà, 2009
- 玻璃蛙屬 Hyalinobatrachium Ruiz-Carranza & Lynch, 1991

### Allophryninae
- 伊卡科蛙属 Ikakogi Guayasamin, Castroviejo-Fisher, Trueb, Ayarzagüena, Rada & Vilà, 2009:地位未定
- Hylella Cappellei Van Lidth:地位未定

## 特徵
玻璃蛙一般都較為細小，只有3至7.5厘米長。牠們是會吃同類的幼體。除了透明的腹部外，牠們全身都呈綠色。牠們的外觀像一些卵齒蟾屬及樹蟾。不過樹蟾的眼睛是向兩側的，而玻璃蛙的眼睛則是向前的。一些樹蟾，如Hyloscirtus palmeri及光夭雨蛙，其下腹也像玻璃蛙般透明，但腳跟有距。

## 分佈
玻璃蛙分佈在墨西哥南部至巴拿馬，並經安地斯山脈由委內瑞拉至玻利維亞，且有一些物種棲息在亞馬遜盆地及奧里諾科河盆地、圭亞那地盾、巴西東南部及阿根廷北部。

## 生物學
玻璃蛙大部份都是樹棲的。繁殖季節間牠們會沿河流生活，尤其散佈在中美洲及南美洲的山區雲林，也有一些物種在亞馬遜雨林及半落葉林。
玻璃蛙一般會在山區河流、小溪及小河上的葉子或叢林上產卵。其中一種更會將卵產在瀑布邊的石上。產卵的方法會隨物種而有所不同。雄蛙一般會在近卵的葉子上叫。比在水中產卵，在這些地方產的卵並不易受掠食者侵襲，但一些寄生性的蛆卻影響著它們。故此，一些玻璃蛙會照顧其卵。當孵化後，蝌蚪會掉落到水中。蝌蚪體型較長，尾巴及底鰭強壯，很適合水流急速的水體。繁殖季節以外的時間，一些物種會棲息在林冠。

## 外部連結
- Amphibian Species of the World （页面存档备份，存于）
- Centrolenidae in AmphibiaWeb （页面存档备份，存于）
- Glassfrogs (Centrolenidae) Project
- Tree of Life （页面存档备份，存于）
- ITIS
- Livingunderworld.org
- Animal Diversity Web （页面存档备份，存于）
- National Geographic （页面存档备份，存于）